# Portillo (Espagne)
Portillo est une commune de la province de Valladolid dans la communauté autonome de Castille-et-León en Espagne.

## Sites et patrimoine
Les édifices les plus caractéristiques de la commune sont :

### Architecture militaire
- Château de Portillo (es).
- Muraille (es)
  - El Arco Grande
  - El Arco Pequeño

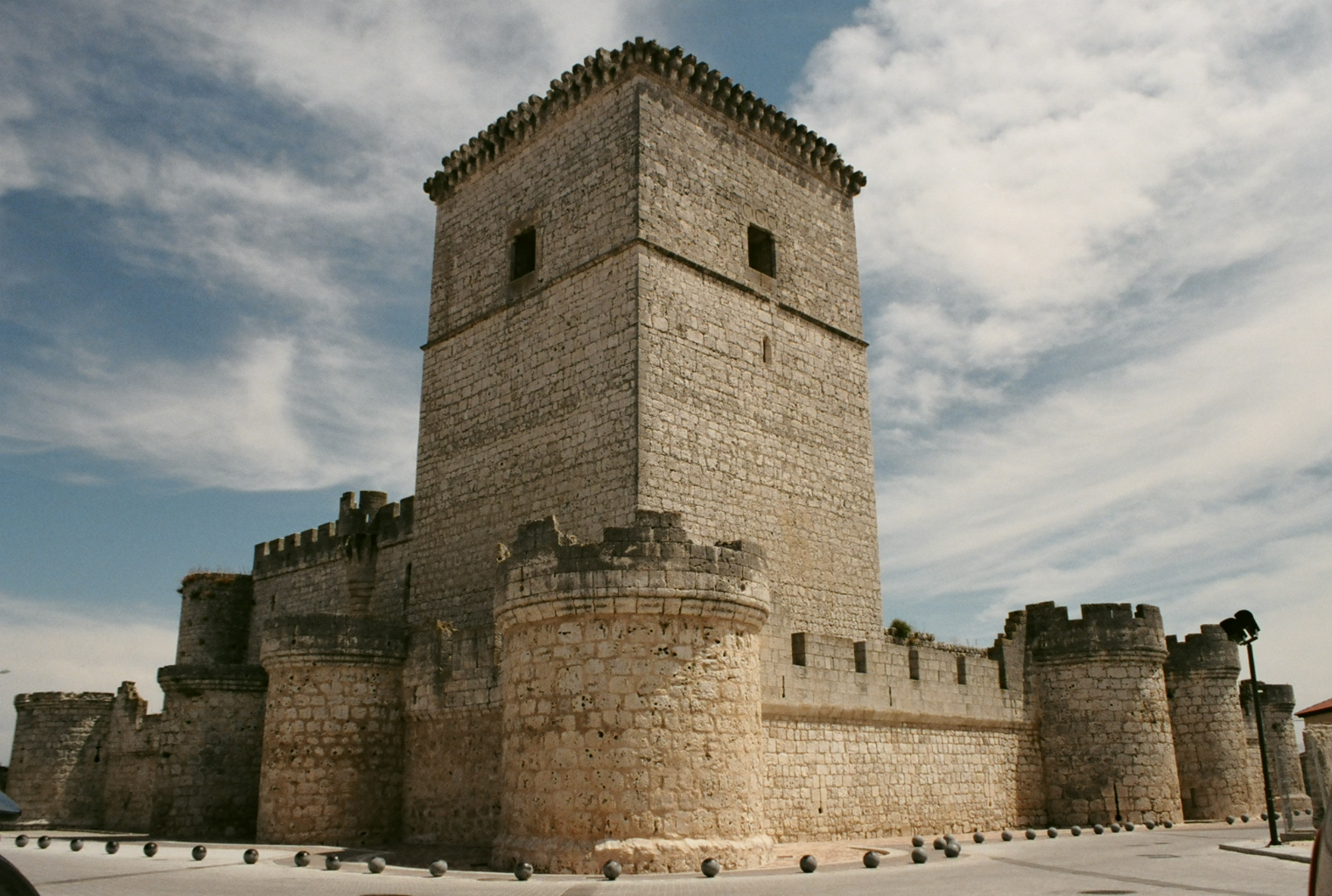
Le château depuis la place Pimentel. (es).
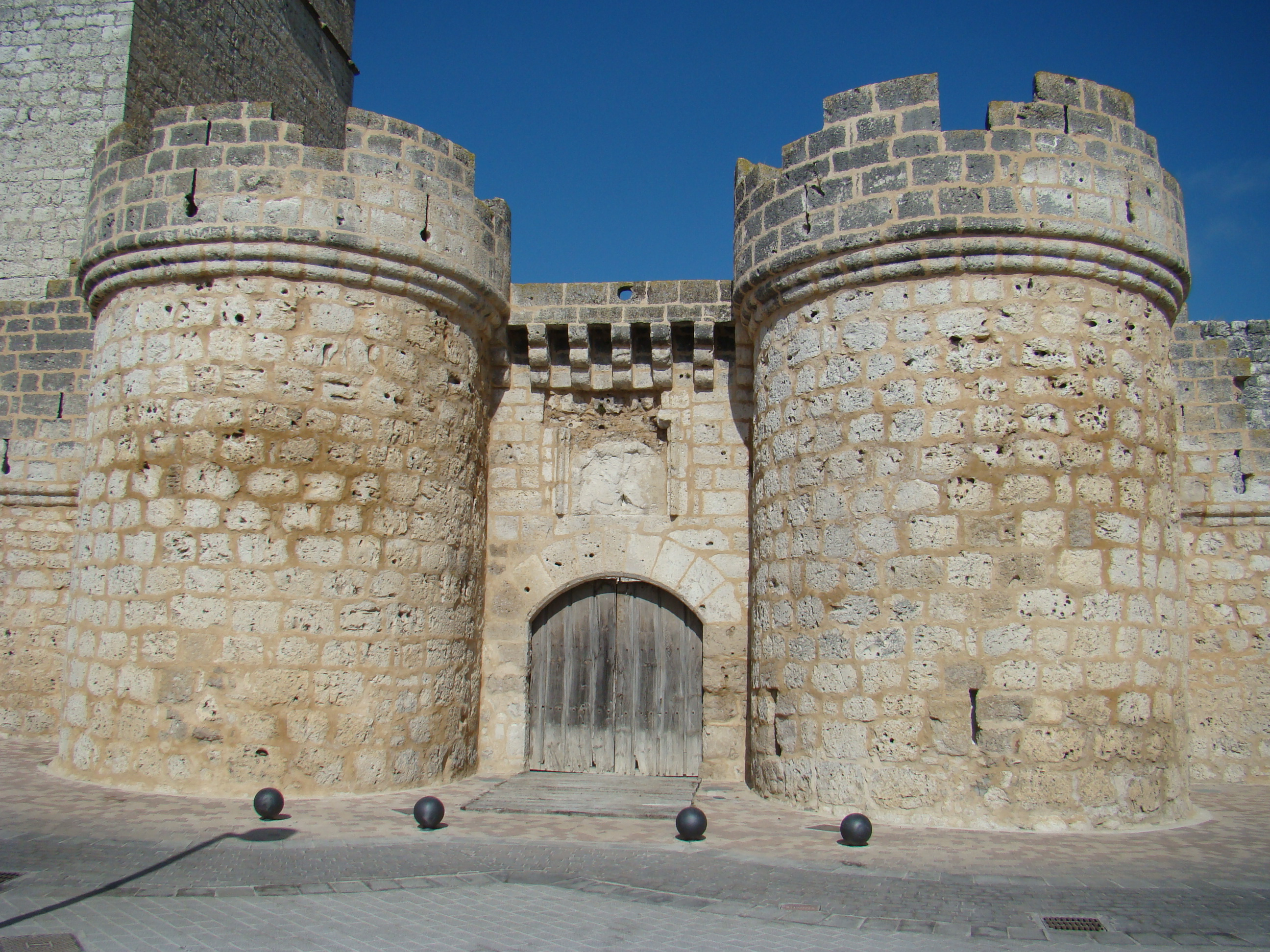
Porte du château.
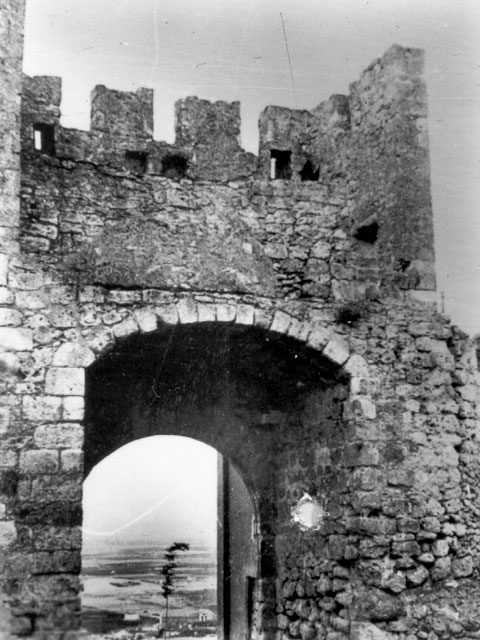
Porte de la muraille de Portillo. Fondation Joaquín Díaz.

### Architecture religieuse

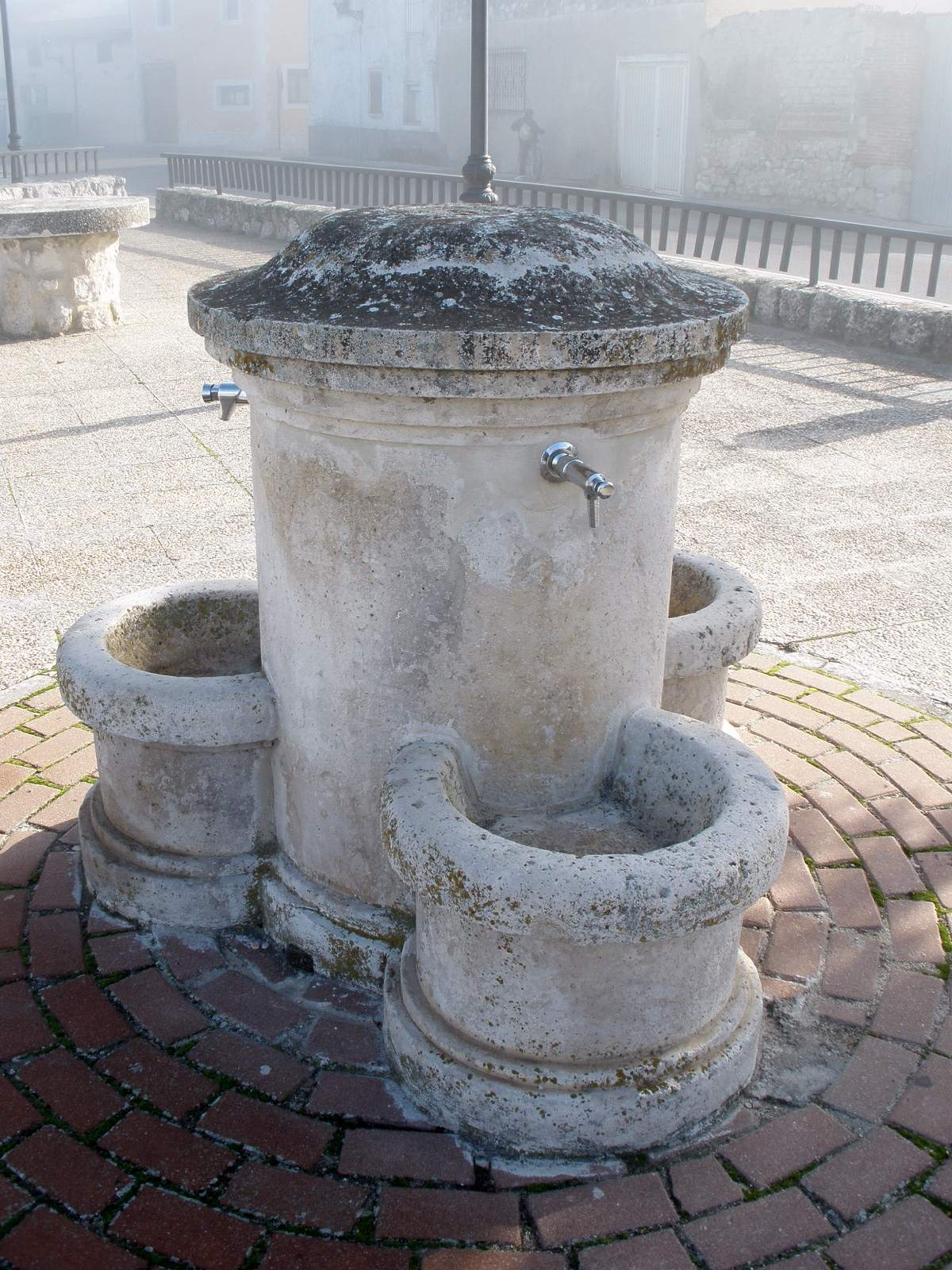
Fontaine de Portillo.

- Église Saint Jean l'Évangéliste (es) consacrée à Saint Jean l'Évangéliste (San Juan Evangelista).
- Église San Esteban
- Église Santa María
- Chapelle del Ecce Homo
- Chapelle del Santo Cristo

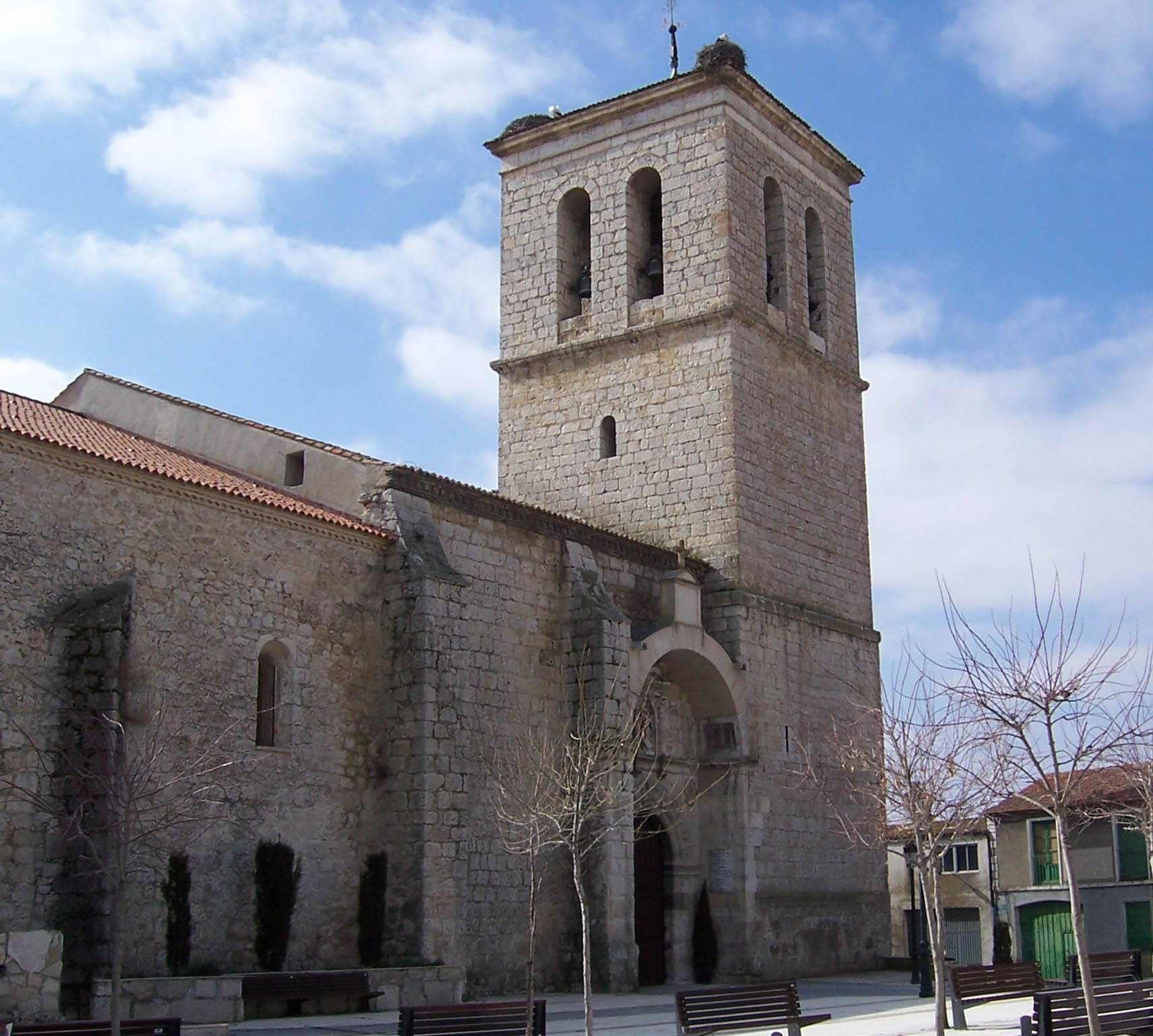
Église Saint Jean l'Évangéliste.
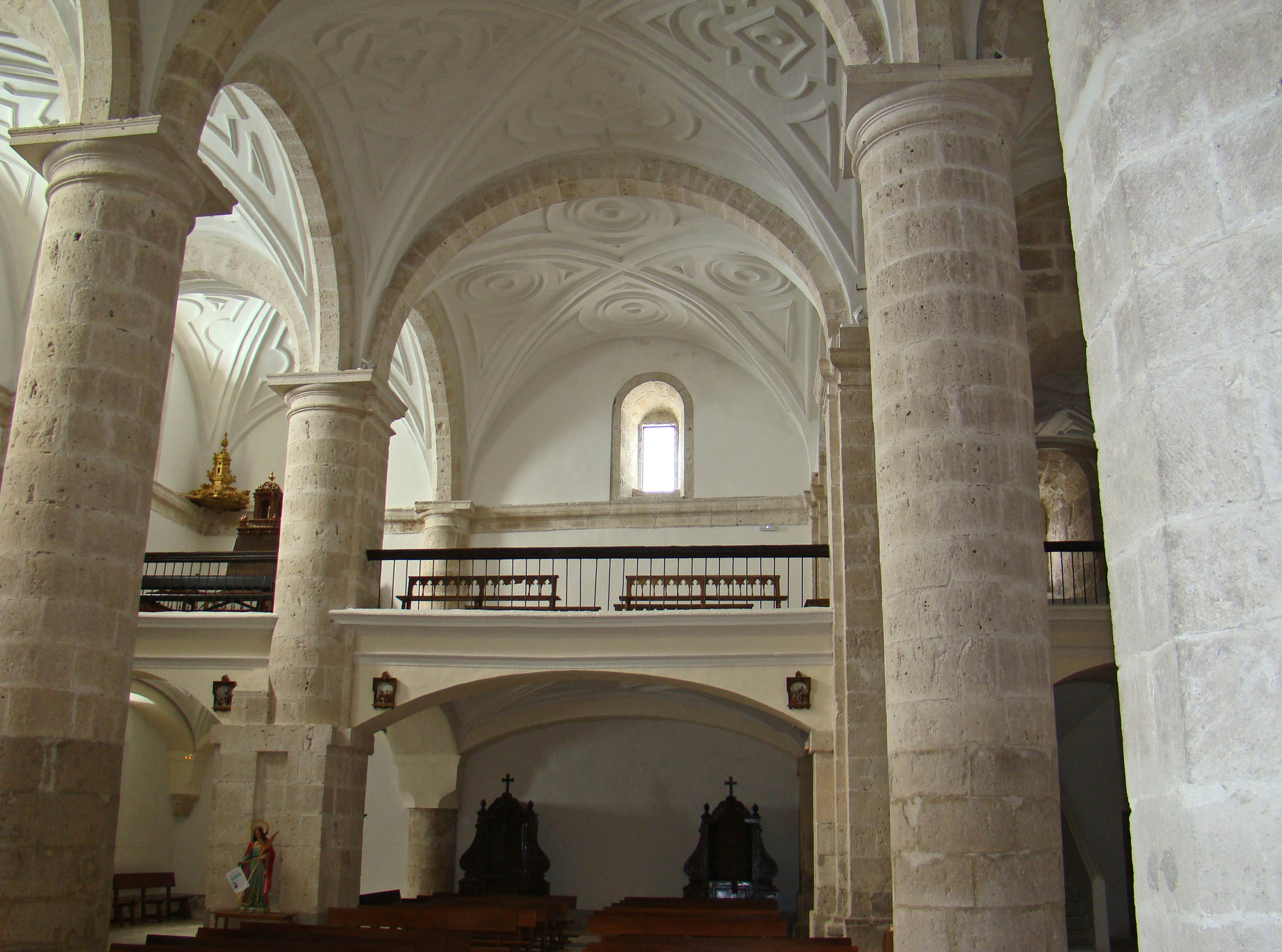
Église Saint Jean l'Évangéliste.
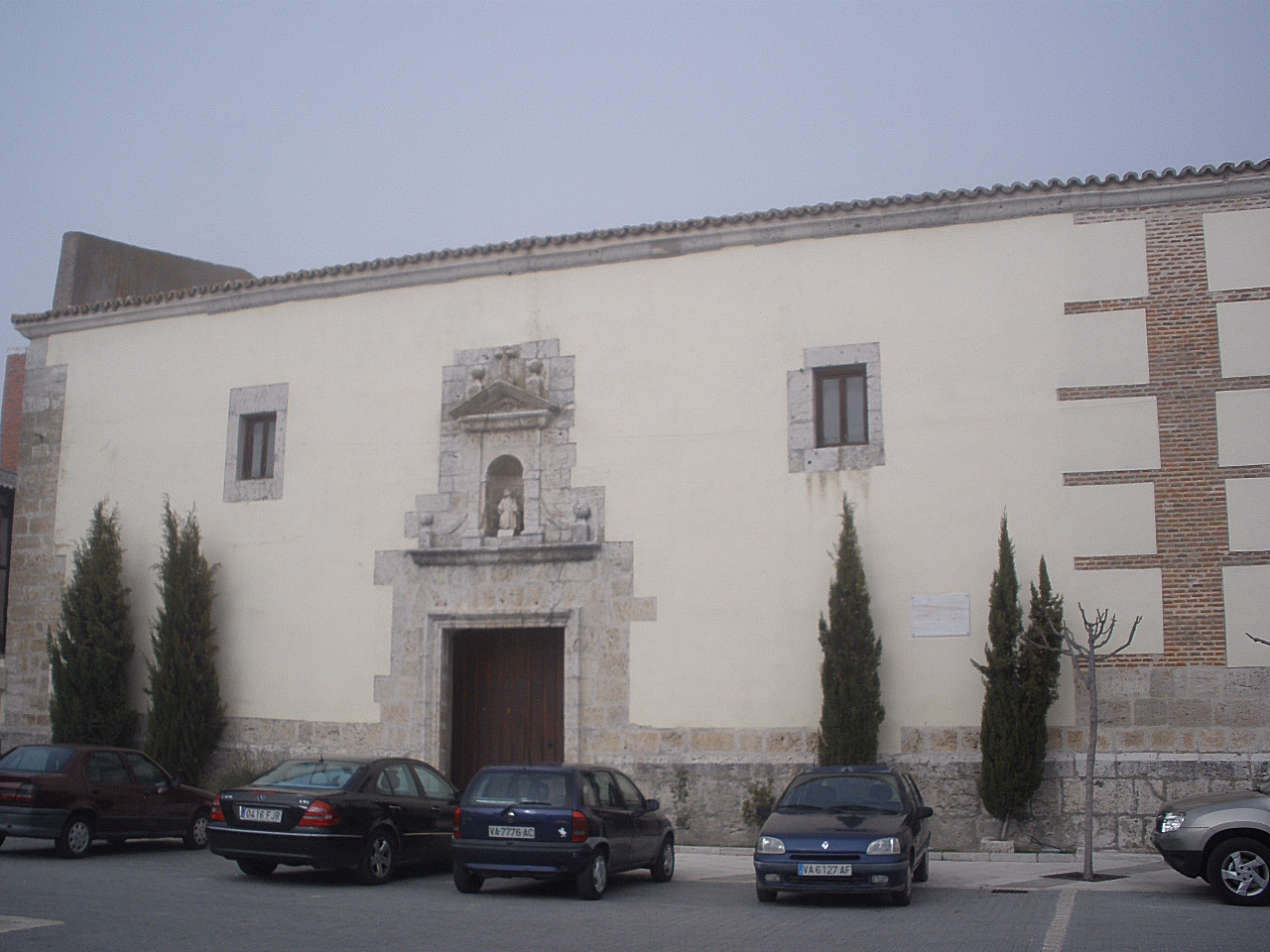
Église San Esteban.
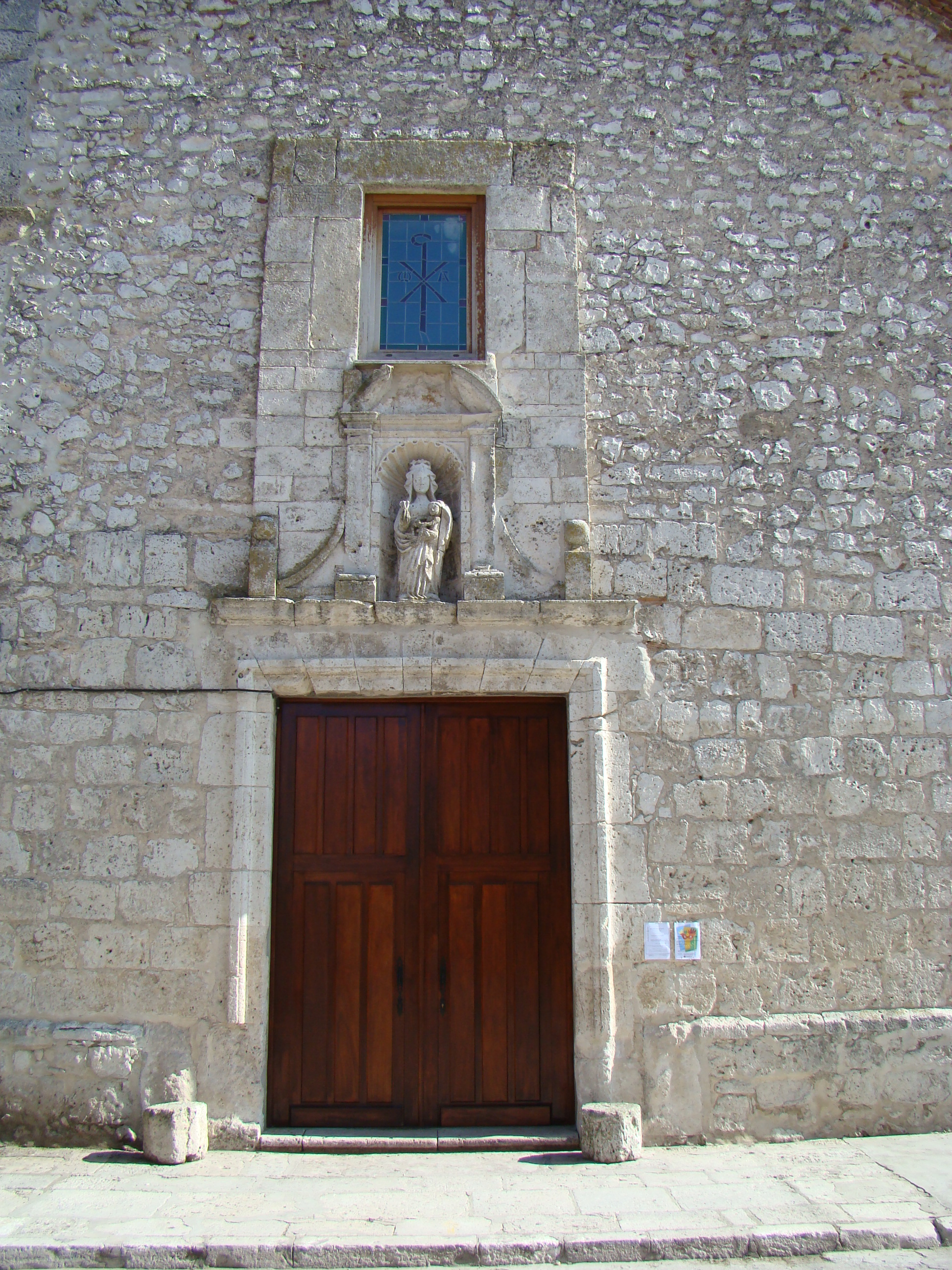
Église Santa María.

### Architecture civile
- Cruz del Pelícano
- Cuesta Empedrada
- Fuente Vieja
- Los Aljibes
- Los Tres Arcos